# Rue Méhul (Paris)
Pour les articles homonymes, voir Rue Méhul.
La rue Méhul est une voie du 2e arrondissement de Paris, en France.

## Situation et accès
La rue Méhul est une voie publique située dans le 2e arrondissement de Paris. Elle débute au 44, rue des Petits-Champs et se termine au 2, rue Dalayrac.

## Origine du nom
La dénomination de la voie est un hommage au compositeur Étienne Nicolas Méhul (1763-1817), premier musicien à être admis à l'Institut. La rue doit ce nom au voisinage de l'ancienne salle Ventadour.

## Historique
Cette rue est formée en 1826, sur l'emplacement de la partie de la rue de Ventadour qui lui en fut détachée. Elle prend son nom actuel en 1829.
La rue s’ouvre à l’emplacement exact du porche monumental de l’« hôtel Lyonne-Pontchartrain » (voir no 44 rue des Petits-Champs).

## Pour approfondir